# Renault-Nissan-Mitsubishi
La alianza Renault-Nissan-Mitsubishi, originalmente conocida como Renault-Nissan, es una alianza estratégica franco-japonesa entre los fabricantes de automóviles Renault, Nissan y Mitsubishi Motors, que juntos venden más de 1 de cada 9 vehículos en todo el mundo. Renault y Nissan son socios desde 1999 y Mitsubishi se añadió a la alianza en 2017.
La alianza no se trata de una fusión, sino que las empresas tienen propiedad cruzada, es decir, poseen acciones de los otros socios, una relación común entre empresas en Japón. A partir de enero de 2023, Renault y Nissan tienen cada una el 15% de las acciones de la otra empresa y Nissan tiene el 34% de las acciones de Mitsubishi. Esta estructura fue única en la industria automotriz durante los años 1990, una época en la que se produjeron fusiones entre otros fabricantes.
El impulsor de los primeros años de la alianza fue Carlos Ghosn, que había sido contratado por Renault en 1996 y dirigió una reestructuración radical de la empresa. Tras la formación de la alianza en 1999, Ghosn conservó su puesto en Renault al tiempo que se convertía en director de operaciones de Nissan, ayudando a liderar un cambio de rumbo desde el borde de la quiebra. Posteriormente, Ghosn fue nombrado presidente de Nissan en 2000 y consejero delegado en 2001. Ghosn fue detenido en 2018, acusado de no declarar su salario y de hacer un uso indebido de los activos de la empresa y fue despedido de ambas compañías. A partir de enero de 2023, Renault y Nissan han estado trabajando para reestructurar su alianza y dar más autonomía a ambas empresas.
La alianza combinada tiene cerca de 450 000 empleados y controla ocho grandes marcas: Renault, Nissan, Mitsubishi, Infiniti, Renault Korea, Dacia, Alpine y Venucia. El grupo automotriz vendió 10 600 000 vehículos en todo el mundo en 2017, lo que le convierte en el primer grupo fabricante de vehículos ligeros del mundo. A diciembre de 2021, la alianza es uno de los principales grupos fabricantes de vehículos eléctricos del mundo, con unas ventas mundiales de más de un millón de vehículos eléctricos ligeros.